# HD 24496 Ab
HD 24496 Ab, o simplemente HD 24496 b, (también conocido como HIP 18267 b) es un planeta extrasolar que orbita la estrella de tipo G de la secuencia principal HD 24496 A, localizado aproximadamente a 160 años luz, en la constelación de Taurus. Este planeta tiene al menos un 32% de la masa de Júpiter y tarda 4,3 años en completar su periodo orbital, con un semieje mayor de 2,59 UA. Fue descubierto el 13 de noviembre de 2009, junto con otros 5 planetas.